# A kapitány kincse
A kapitány kincse, alternatív címén: Reszkessetek kincsrablók 1977-ben bemutatott amerikai családi kalandfilm Norman Tokar rendezésében.
A szinkronizált változatot a Magyar Televízió 1-es adása 1992. szeptember 5-én vetítette.

## Ismertető
Casey Brown rosszcsont kislány, aki Los Angelesben él. Egy napon összetalálkozik Harry Bundage-dzsal, aki azzal a feladattal bízza meg, hogy játssza el az eltűnt örökösnő, Lady Margaret Courtney szerepét. Casey belemegy a dologba, így elutaznak Angliába, az ottani Candleshoe birtokra. Közben kiderül, hogy a birtokon kincsek vannak elrejtve, így Casey-t megbízzák ezek megszerzésvel. Odaérkeztükkor azonban úgy tűnik, hogy Margaret Courtney ott élő nagymamáján, valamint a közeli árvaház néhány lakóján kívül nem található más, csak szegénység.

## Szereplők
| Színész            | Szerep                           | Magyar hang       | Magyar hang |
| ------------------ | -------------------------------- | ----------------- | ----------- |
| Jodie Foster       | Casey Brown                      | Köves Dóra        |             |
| Helen Hayes        | Lady Gwendolyn St. Edmund        | Komlós Juci       |             |
| David Niven        | Priory                           | Velenczey István  |             |
| Leo McKern         | Harry Bundage                    | Szabó Ottó        |             |
| Veronica Quilligan | Cluny                            | Pacziga Mónika    |             |
| Ian Sharrock       | Peter                            | Fülöp Ervin       |             |
| Sarah Tamakuni     | Anna                             | Köves Petra       |             |
| Davis Samuels      | Bobby                            | Benedikty Marcell |             |
| John Alderson      | Jenkins                          | Kardos Gábor      |             |
| Mildred Shay       | Mrs. McCress, Casey mostohaanyja | Mátrai Teri       |             |
| Michael Balfour    | Mr. McCress, Casey mostohaapja   | (nem szólal meg)  |             |
| Sydney Bromley     | Mr. Thresher                     | Komlós András     |             |
| Michael Segal      | Kalauz                           | Antal László      |             |
| Vivian Pickles     | Clara Grimworthy                 | Földessy Margit   |             |
|                    | Vásárló a piacon                 | Czigány Judit     |             |
|                    |                                  | Várkonyi András   |             |